# Бернард, Фрэнсис
Сэр Фрэнсис Бернард, 1-й баронет (англ. Francis Bernard; крещён 12 июля 1712, Брайтуэлл-кум-Сотвелл — 16 июня 1779, Невер Уинчендон) — британский колониальный государственный деятель, занимавший посты губернатора провинций Нью-Джерси и Массачусетс-Бэй. Его политика и тактика управления провинцией сыграли решающую роль в формировании протеста против методов управления колониями британским парламентом в годы предшествовавшие американской революции.
В 1758 году Бернард был назначен губернатором Нью-Джерси. Он был вынужден руководить провинцией во время Войны с французами и индейцами, в целом сохраняя позитивные отношения с законодательной ассамблеей. В 1760 году Бернарду доверили пост губернатора провинции Массачусетс-Бэй. В этой колонии отношения с законодательной властью у Фрэнсиса были натянутыми. Уже самые первые действия нового губернатора повернули часть колонистов против него, а его негативная реакция на протесты против попыток парламента облагать колонии налогами ещё больше усугубили положение. После очередных выступлений в 1768 году Бернард запросил у метрополии дополнительные войска. В 1769 году губернатора сняли с поста после публикации нескольких заметок в прессе, отрицательно характеризующих деятельность Бернарда.
Вернувшись в Англию, Бернард стал советником британского правительства по колониальным делам, призывая к жёсткому ответу на действия в Массачусетсе, кульминацией которых стало Бостонское чаепитие. Он перенёс инсульт в 1771 году и умер в 1779 году, оставив большую семью.